# چاه کهنوئیه
چاه کهنوئیه، روستایی است از توابع بخش مرکزی شهرستان کرمان در استان کرمان ایران.

## جمعیت
این روستا در دهستان اختیارآباد  قرار داشته و براساس آخرین سرشماری مرکز آمار ایران که در سال ۱۳۸۵ صورت گرفته، جمعیت آن  ۱۲۶نفر (۳۴خانوار) بوده‌است.